# Mohinga

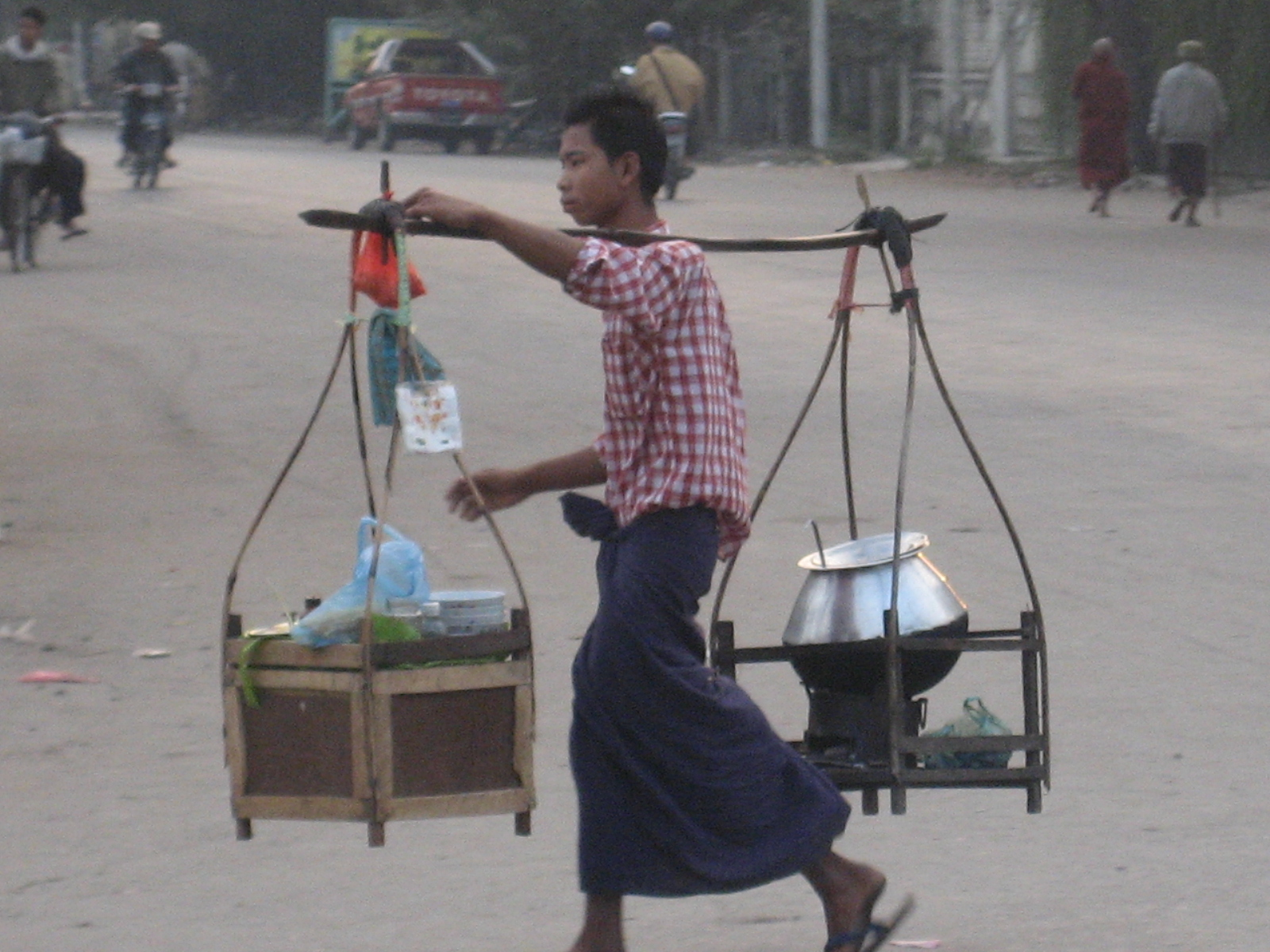
Colporteur à Mandalay.

Le mohinga (birman : မုန့်ဟင်းခါး ; MLCTS : mun. hang: hka: ; IPA : [mo̰ʊɴhɪ́ɴɡá]) est une soupe birmane de poisson et de vermicelles, jouant un rôle essentiel dans la cuisine du pays, souvent considéré comme le plat national. Il est directement accessible dans la plupart du pays. Dans les grandes villes, colporteurs et éventaires routiers en vendent par douzaines aux passants et aux locaux. Il est traditionnellement servi au petit déjeuner, mais est aujourd'hui disponible tout au long de la journée.

## Préparation
Plusieurs variétés existent selon les régions (par exemple, la version arakanaise contient plus de pâte de poisson et moins de soupe). La composition peut dépendre de la disponibilité de certains ingrédients ; au sud du pays, le poisson frais y est néanmoins plus accessible. Ses principaux ingrédients sont : poisson, farine de pois chiche et/ou riz grillé/broyé, ail, oignons, citronnelle, tiges de banane, gingembre, ngapi et nam pla dans un riche bouillon cuit au chaudron. Il est servi avec des vermicelles de riz, garni de ngapi, une poignée[Quoi ?] de citron vert, oignons frits croustillants, coriandre, cébette, chillis séchés et broyés, et, en option, beignets frits croustillants, tels que pois chiches cassés (pè gyaw ; ပဲကြော်), urad dal (baya gyaw ; ဘယာကြော်) ou gourde (bu thee gyaw ; ဗူးသီးကြော်) ou des tranches de you tiao (အီကြာ‌ကွေး), œuf dur ou gâteau frit au ngapi (ငါးဖယ်ကြော်).

## Disponibilité
Probablement le petit déjeuner le plus populaire, il est aujourd'hui disponible à toute heure de la journée dans de nombreuses villes. Il est soigneusement servi lors de cérémonies publiques et est vendu comme poudre prête à emporter. Les colporteurs constituent les premiers approvisionneurs, effectuant des tournées résidentielles régulières. Ils portent le chaudron sur un réchaud d'un côté d'une palanche et les ingrédients et ustensiles de l'autre. Il fut jadis seulement disponible le matin et aux pwès de rue ou lors de performances de plein air et aux pwès zat ou aux théâtres itinérants nocturnes. Les rickshaws sont apparus dans les années 1960 et certains ont établi des stands de trottoir.

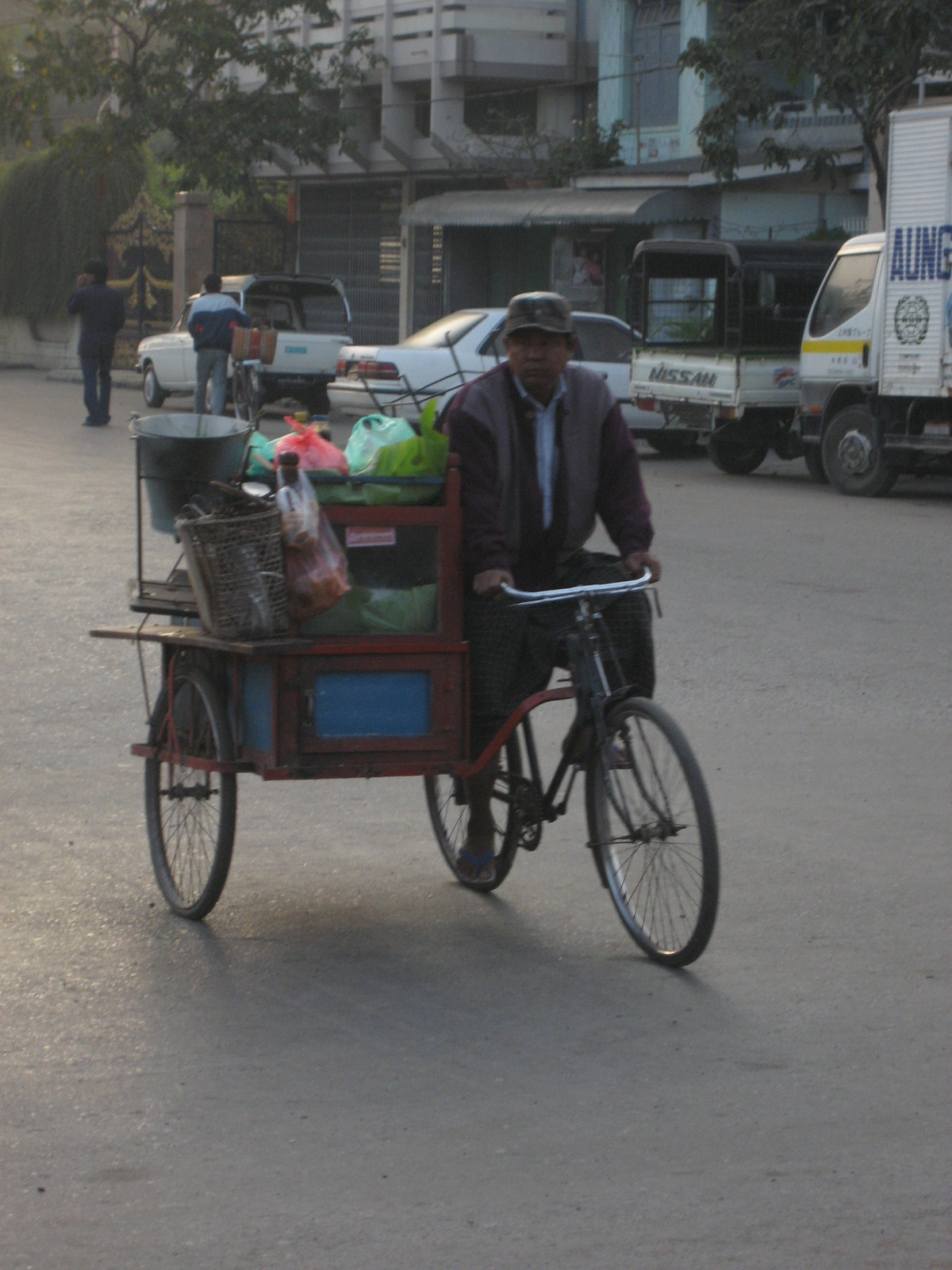
Rickshaw.
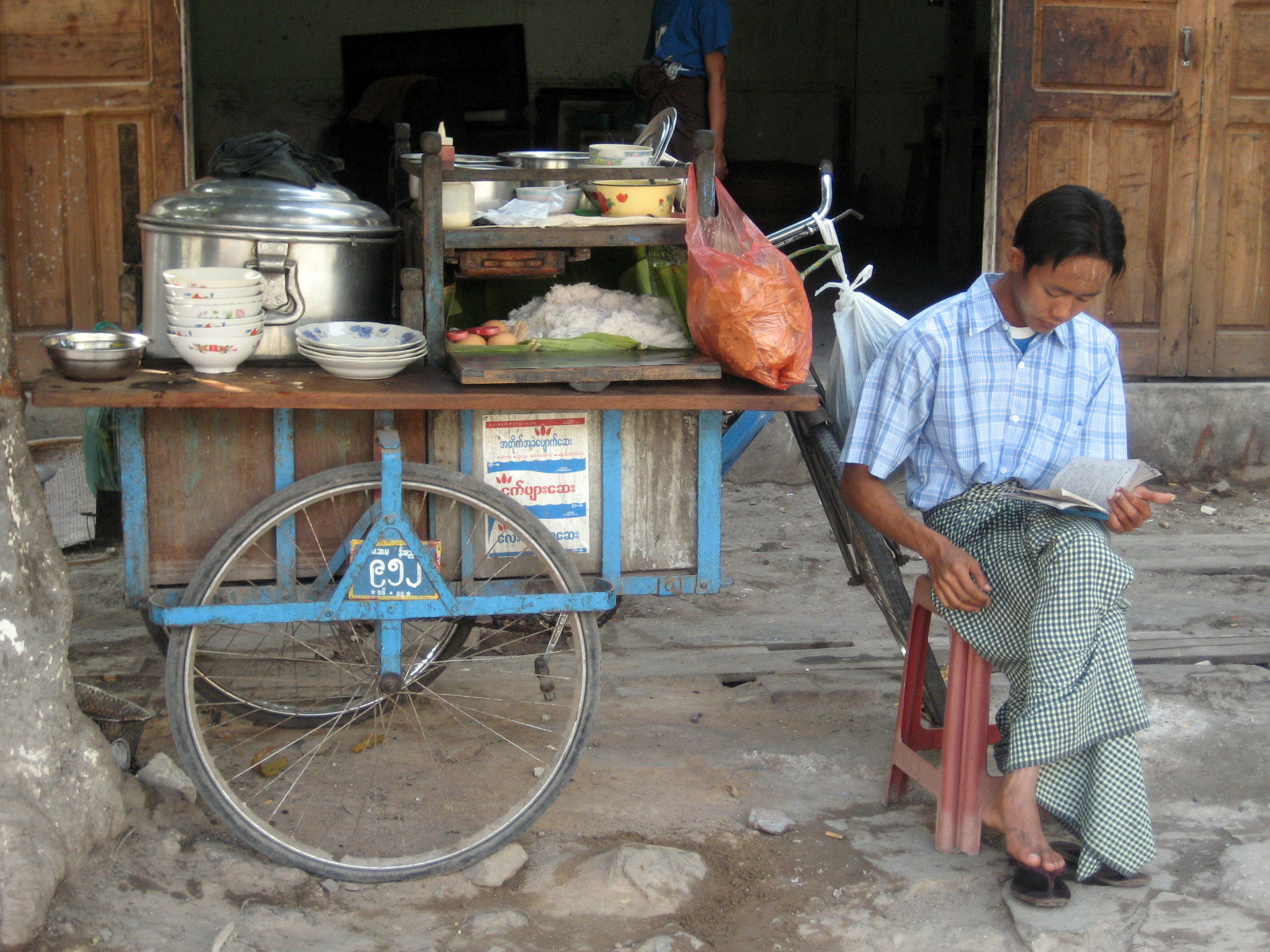
Stands.
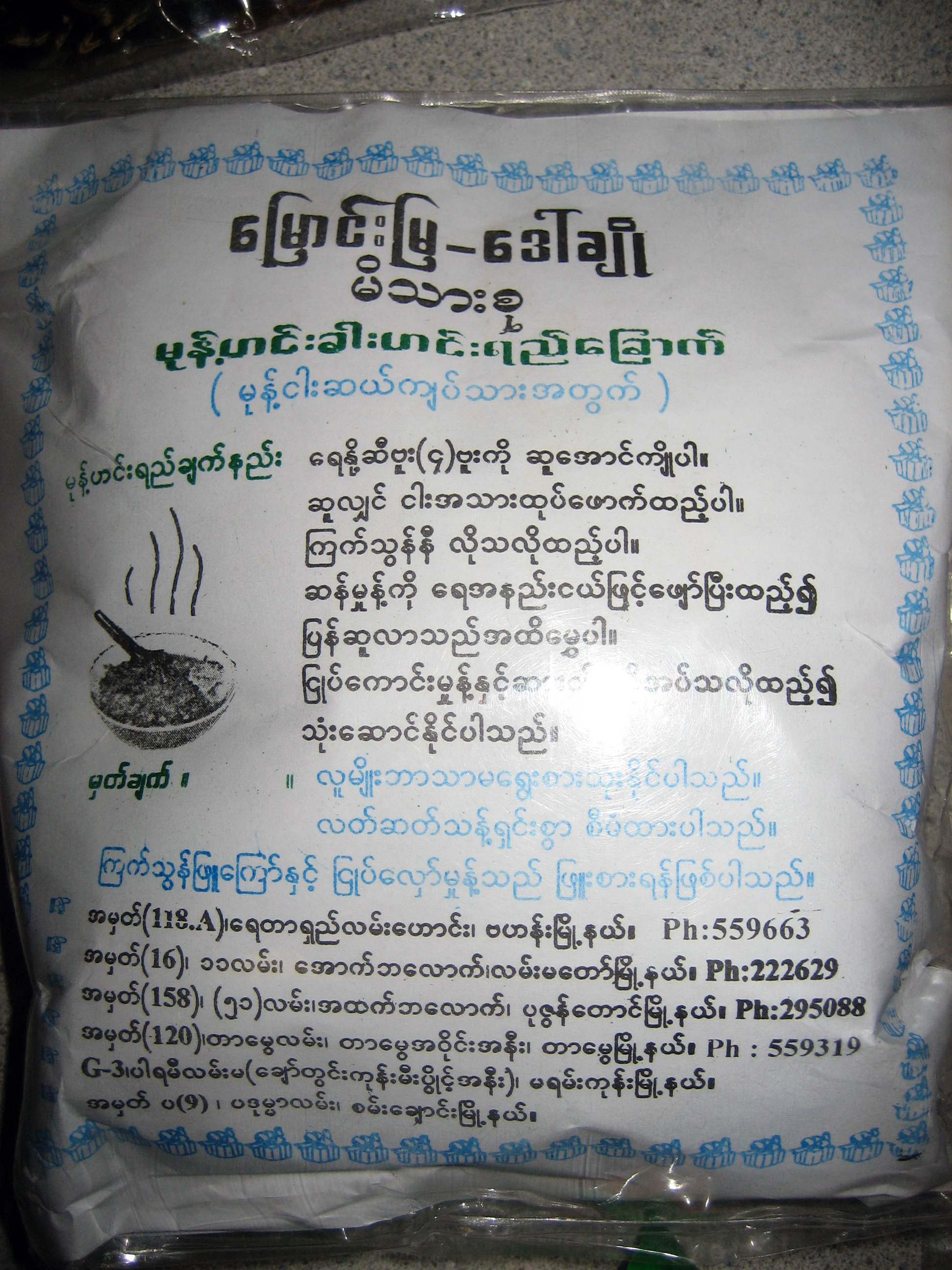
Prêt à emporter.